# Posic (distrito)
Posic é um distrito do Peru, departamento de San Martín, localizada na província de Rioja.

## Transporte
O distrito de Posic é servido pela seguinte rodovia:
- SM-114, que liga o distrito de Rioja à cidade de Yuracyacu [1][2][3]